# La Roue Tourangelle
La Roue Tourangelle ist ein französisches Straßenradrennen für Männer.
Das Eintagesrennen findet seit 2002 jährlich im März in der Region Centre-Val de Loire statt. Bis 2004 war das Rennen ausschließlich für Amateure, wurde jedoch 2005 in die neu eingeführte UCI Europe Tour eingegliedert und war von 2005 bis 2012 in die Kategorie 1.2 eingestuft. Seit 2013 zählt es zur Kategorie 1.1.

## Sieger
| Jahr | Sieger                            | Zweiter                      | Dritter             |          |
| ---- | --------------------------------- | ---------------------------- | ------------------- | -------- |
| 2002 | Mariusz Wiesiak                   | Sergei Sergejewitsch Lagutin | Daniel Okruciński   |          |
| 2003 | Sergei Sergejewitsch Lagutin      | Maurizio Biondo              | Yohann Gène         |          |
| 2004 | Błażej Janiaczyk                  | Arnaud Gérard                | Sébastien Minard    |          |
| 2005 | Gilles Canouet                    | Julien Belgy                 | Tim Cassidy         |          |
| 2006 | Sergei Alexandrowitsch Kolesnikow | Mikel Gaztañaga              | Michael Reihs       |          |
| 2007 | Juri Trofimow                     | David Tanner                 | Дмитро Кривцов      |          |
| 2008 | Witalij Kondrut                   | Roman Chuchulin              | Jarosław Marycz     |          |
| 2009 | Arnaud Molmy                      | Médéric Clain                | Dimitry Samokhvalov |          |
| 2010 | Yann Guyot                        | Nicolas Baldo                | Dimitry Samokhvalov |          |
| 2011 | David Veilleux                    | Anthony Delaplace            | Sébastien Chavanel  |          |
| 2012 | Wjatscheslaw Kusnezow             | Rafaâ Chtioui                | Igor Bojew          |          |
| 2013 | Mickaël Delage                    | Benjamin Giraud              | Jauhen Hutarowitsch |          |
| 2014 | Angélo Tulik                      | Jauhen Hutarowitsch          | Adrien Petit        |          |
| 2015 | Lorrenzo Manzin                   | Clément Venturini            | Jan Dieteren        |          |
| 2016 | Samuel Dumoulin                   | Olivier Pardini              | Julien Duval        |          |
| 2017 | Flavien Dassonville               | Fabien Grellier              | Anthony Delaplace   |          |
| 2018 | Marc Sarreau                      | Samuel Dumoulin              | Hugo Hofstetter     |          |
| 2019 | Lionel Taminiaux                  | Robin Carpenter              | Marc Sarreau        |          |
| 2020 | abgesagt                          | abgesagt                     | abgesagt            | abgesagt |
| 2021 | Arnaud Démare                     | Nacer Bouhanni               | Marc Sarreau        |          |
| 2022 | Nacer Bouhanni                    | Bryan Coquard                | Sandy Dujardin      |          |
| 2023 | Rory Townsend                     | Gerben Thijssen              | Pierre Barbier      |          |
| 2024 | Jason Tesson                      | Gerben Thijssen              | Jenthe Biermans     |          |
| 2025 |                                   |                              |                     |          |